# 费蒂亚
费蒂亚（法語：Feytiat，法語發音：[fetja]）是法国新阿基坦大区上维埃纳省的一个市镇，属于利摩日区。

## 地理
费蒂亚（45°48'34"N, 1°19'54"E）面积24.74 平方千米，位于法国新阿基坦大区上维埃纳省，该省份为法国中西部省份，北起顺时针与安德尔省、克勒兹省、科雷兹省、多爾多涅省、夏朗德省和维埃纳省接壤。
与费蒂亚接壤的市镇（或旧市镇、城区）包括：帕纳佐勒、欧雷伊、布瓦瑟伊、埃若、利摩日、圣瑞斯特-勒马尔泰勒、勒维让。
费蒂亚的时区为UTC+01:00、UTC+02:00（夏令时）。

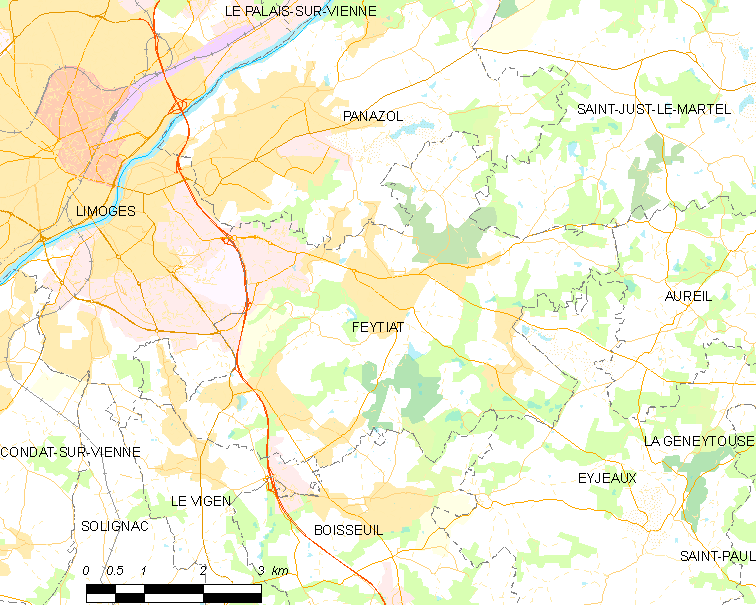
费蒂亚的OSM定位图

## 行政
费蒂亚的邮政编码为87220，INSEE市镇编码为87065。

## 政治
费蒂亚所属的省级选区为帕纳佐勒县。

## 人口

1962-2008年间费蒂亚人口变化图示

费蒂亚于2022年1月1日时的人口数量为6174人。